# Raymond Couderc
Pour les articles homonymes, voir Couderc.
Raymond Couderc, né le 16 septembre 1946 à Bordeaux, est un homme politique français. Maire de Béziers de 1995 à 2014, il est également sénateur de l'Hérault de 2007 à 2014.

## Biographie

### Carrière universitaire
Professeur des universités en géographie, auteur d'une thèse d'État sur les hautes steppes oranaises, coopérant en Algérie pour le ministère de l'Agriculture dans les années 1970, Raymond Couderc a d'abord enseigné à l'université d'Alger, puis à l'université Toulouse II-Le Mirail et enfin à l'université Paul-Valéry Montpellier 3, où il dirige la filière d'aménagement rural, avant de prendre sa retraite en 2004.

### Parcours politique
Il devient le 3e adjoint au maire de Béziers, après la victoire en 1983 de Georges Fontès (passé du PS au RPR dans les années 1980), avant d’être élu conseiller général du canton de Béziers-4 la même année (jusqu'en 1996).
En 1993, il est élu député UDF de la 6e circonscription de l'Hérault puis bat Alain Barrau aux élections municipales et devient maire de Béziers en 1995. 
En 1998, il est élu une première fois conseiller régional du Languedoc-Roussillon sur la liste RPR-UDF, conduite par Jacques Blanc, puis a nouveau en 2001 ou il est réélu au premier tour face à Jean-Claude Gayssot (majorité plurielle).
Son chef de cabinet à la mairie de Béziers, Jean Farret, est assassiné par un islamiste en 2001.
En 2002, il crée et devient président de la communauté d'agglomération Béziers Méditerranée puis mène en 2004 la liste UMP de Jacques Blanc dans le département de l'Hérault pour les élections régionales, où il est réélu conseiller régional. Depuis 2004, il lutte avec Jacques Blanc contre Georges Frêche, président de la région Languedoc-Roussillon. Il lance par exemple, une campagne « 2004 a voté, 2005 va payer », contre les hausses d'impôt votées par le conseil régional, pour mener à bien le projet d'actions 2005-2010.
Le 26 août 2007, il est élu sénateur de l'Hérault, lors d'une partielle organisée à la suite de l'élection comme député d'André Vézinhet. L'année suivante, le 9 mars 2008, il est réélu pour la troisième fois à la mairie de Béziers face au socialiste Jean-Michel Du Plaa au premier tour, avec 52,07 % des voix. Ses principales réalisations à l'échelle municipale sont la construction d'une salle de spectacle Zinga Zanga, la restructuration du carrefour de l'Hours (avec un projet de galerie commerciale Polygone), l'appui au développement du centre universitaire Du Guesclin, la création de Fèsta d'Oc (festival occitan) qui se déroule chaque année à la mi-juillet, et l'embellissement du centre-ville (allées Paul Riquet, rue de la République, place Gabriel Péri (en cours de réalisation)).
Toujours en 2008, le 21 septembre, il est réélu sénateur de l'Hérault.
Il est désigné tête de liste UMP pour les régionales de 2010 en Languedoc-Roussillon le 22 janvier 2009, en obtenant 2850 voix contre 2651 à Jean Castex, 1733 à Christian Jeanjean et 811 à Christophe Rivenq. Il obtient le, 21 mars 2010, 26,43 % des voix au second tour, face au président sortant Georges Frêche (54,19 %) et France Jamet du FN (19,38 %). Conformément à la loi sur le cumul des mandats, Raymond Couderc a annoncé qu'il ne siègerait pas au conseil régional de Languedoc-Roussillon ; c'est la suivante sur la liste, Sarah-Fatima Allaoui, son adjointe à la mairie de Béziers, qui siège à sa place.
Le 22 juin 2013, il annonce qu'il ne briguera pas un quatrième mandat à la tête de la mairie de Béziers. Il passe la main au député Élie Aboud, premier adjoint de 2008 à 2012, mais c'est finalement Robert Ménard qui est élu maire de la ville en 2014. En septembre 2014, il est candidat aux élections sénatoriales pour un nouveau mandat. Obtenant seulement 119 voix, il ne parvient pas à être réélu.

### Condamnations
La cour administrative d’Appel de Marseille a condamné la ville de Béziers, dont Raymond Couderc a été le maire, pour harcèlement moral aboutissant au « suicide altruiste », en 2003, de Jean-Michel Rieux, ancien agent municipal, sa femme et ses deux enfants. La nouvelle municipalité ne fait pas appel devant le Conseil d'État,,,,,,,,.